# Torre Talao
Torre Talao è una torre costiera risalente al XVI secolo; si trova nel comune di Scalea ed è un esempio di architettura militare aragonese nell'Italia meridionale. La torre fu fatta edificare nel 1563 da Pedro Afán de Ribera d'Alcalà, viceré del regno di Napoli.
La Torre Talao oggi è il simbolo di Scalea.

## Storia
In origine lo scoglio di Torre Talao era un’isola al cui interno sgorgava acqua sulfurea. Poi in seguito ad un fenomeno d'interramento è diventata penisola e oggi è completamente all'asciutto.
Le grotte dello scoglio di Torre Talao furono abitate dagli uomini della preistoria.
Torre Talao fu costruita nel XVI secolo. Faceva parte del sistema difensivo costiero, contro le incursioni dei turchi, voluto da Carlo V. Il sistema difensivo costiero comprendeva 337 torri una in vista dell'altra.
Torre Talao venne costruita a carico della gente del posto. Ogni cittadino dovette contribuire all'edificazione della Torre o con una somma in denaro o con la prestazione gratuita secondo le proprie capacità.
Verso la fine del XVII secolo Torre Talao venne privata dei suoi cannoni, in precedenza sistemati per la difesa della costa.
All'inizio del XX secolo il proprietario del tempo, Del Giudice, imbottigliò l'acqua solfurea della sorgente alla base dello scoglio di Torre Talao e la mise in commercio con notevole successo.
Intorno al 1909-1910  Amedeo Rocco Armentano affittò la Torre Talao (che acquisterà qualche anno dopo) per farne il luogo di ritrovo di una scuola pitagorica (la Schola italica) che riprendesse quella antica.